# Grant megye (Kansas)
Grant megye az Amerikai Egyesült Államokban, azon belül Kansas államban található. Megyeszékhelye és legnagyobb városa Ulysses. Lakosainak száma 7352 fő (2020. április 1.). Grant megye Kearny, Stevens, Stanton, Haskell, Hamilton és Finney megyékkel határos.

## Népesség
A megye népességének változása:
| Lakosok száma | 7846 | 7912 | 7904 | 7950 | 7733 | 7352 |
|               | 2010 | 2011 | 2012 | 2013 | 2015 | 2020 |